# Nira Santana
Nira Santana Rodríguez (Gran Canaria, 1983) es una artista e investigadora española, que recibió el Premio Simone de Beauvoir otorgado por la Red Feminista de Gran Canaria en 2017.

## Trayectoria
Santana nació en Gran Canaria en 1983. Se licenció en Bellas Artes y tiene un Máster en Estudios Feministas, Políticas de Igualdad y Violencia de Género por la Universidad de La Laguna. Es experta en Diseño de Videojuegos por la Universidad de Las Palmas de Gran Canaria. Es docente y se ha especializado en arte y género. Cofundadora de Artemisia Mujeres + Arte y el Proyecto ARTA, donde fusiona arte, videojuegos y ciberfeminismo.
En 2020 publicó el estudio «Género, gamers y videojuegos. Una aproximación desde el enfoque de género al consumo de videojuegos y la situación de las jugadoras en el sector» en el que analiza la situación de las mujeres en el sector de los videojuegos. Dicho estudió fue financiado por la Cátedra Telefónica de la Universidad de Las Palmas de Gran Canaria con la colaboración de Fundación CajaCanarias y La Caixa.
Su obra ha sido expuesta en varias galerías, ha impartido diversas conferencias y ha escrito múltiples artículos sobre arte y cuestiones de género.
Forma parte de la junta directiva de la Asociación Canaria de Desarrolladores de Videojuegos (ACADEVI).

## Reconocimientos
En 2017, en reconocimiento a su trayectoria y compromiso con los derechos de las mujeres, recibió el Premio Simone de Beauvoir, otorgado por la Red Feminista de Gran Canaria. Al año siguiente, en 2018, consiguió el premio Cátedra Telefónica de la Universidad de Las Palmas de Gran Canaria al mejor videojuego por El Camino de Kioni. Dicho galardón se entregó tras la finalización del curso de Experto Universitario en Diseño y Programación de Videojuegos.
En 2021, participó en la campaña «Cosas de mujeres» promovida por el área de Igualdad y Diversidad del Ayuntamiento de Las Palmas de Gran Canaria junto a Direna Alonso y Cristina Spínola con motivo de la celebración del Día Internacional de la Mujer el 8 de marzo.

## Obra
- 2020 – Género, Gamers y Videojuegos: Una aproximación desde el enfoque de género, al consumo de videojuegos y la situación de las jugadoras en el sector. Promovido por la Cátedra Telefónica de la Universidad de Las Palmas de Gran Canaria con la colaboración de Fundación CajaCanarias y la Fundación "la Caixa", el Vicerrectorado de Cultura y Sociedad de la ULPGC y la Unidad de Igualdad de la ULPGC.[7]

### Performance
- 2019 – Where is your limit?[8][9]